# Хемфри II од Торона
Хемфри II од Торона (1117—1179) био је један од најважнијих феудалних господара Јерусалимског краљевства у 12. веку.

## Биографија
Власт над Тороном стекао је око 1140. године. Исте године стекао је и посед Банија. Године 1153. учествовао је у опсади Аскалона. Године 1157. га је у Банијасу опсео Нур ад Дин, Зенгијев син. Балдуин му је притекао у помоћ. Исте године продао је свој замак Јовановцима. Посредовао је у склапању брака између Балдуина III и Теодоре Комнин, нећаке византијског цара Манојла. Касније је оженио Филипу, ћерку Ремона од Поатјеа и Констанце Антиохијске. Имао је једну жену пре ње, али њено име није остало познато. 
Године 1173. разбио је Нур ад Динову опсаду Керака у Трансјорданији. Његов утицај је седамдесетих година 12. века почео да слаби захваљујући Агнесе од Куртенеа. Хеброн је 1177. предат Ренеу од Шатијона. У дворским борбама, Хемфри је стао на страну Ремона III од Триполија. Смртно је рањен 1179. године у нападу на Банијас.

## Породично стабло
|  |                        |  |  |  |  |  |  |  |  |  |  |  |  |  |  |  |
|  | 2. Хемфри I од Торона  |  |  |  |  |  |  |  |  |  |  |  |  |  |  |  |
|  |                        |  |  |  |  |  |  |  |  |  |  |  |  |  |  |  |
|  |                        |  |  |  |  |  |  |  |  |  |  |  |  |  |  |  |
|  | 1. Хемфри II од Торона |  |  |  |  |  |  |  |  |  |  |  |  |  |  |  |
|  |                        |  |  |  |  |  |  |  |  |  |  |  |  |  |  |  |
|  |                        |  |  |  |  |  |  |  |  |  |  |  |  |  |  |  |
|  | 3.                     |  |  |  |  |  |  |  |  |  |  |  |  |  |  |  |
|  |                        |  |  |  |  |  |  |  |  |  |  |  |  |  |  |  |
|  |                        |  |  |  |  |  |  |  |  |  |  |  |  |  |  |  |